# Общество исследования Египта

Эмблема общества.

Общество исследования Египта (англ. Egypt Exploration Society, сокращённо EES) — научное археологическое общество в Лондоне (Великобритания), цели которой являются финансирование, раскопки и изучение античных памятников истории в Египте. Общество издаёт ежегодный журнал Journal of Egyptian Archaeology и двухгодичный Egyptian Archaeology, которые распространяются только среди членов общества. Также общество публикует отчёты о раскопках.
В Каире находится вторичный офис общества.

## История
Общество было основано в 1882 году, в основном любителями Египтологии, а также профессионалами; первоначально под названием Фонд исследования Египта (англ. Egypt Exploration Fund, сокращённо EEF). Общество основывали такие люди, как писательница Амелия Эдвардс и археолог и востоковед Реджинальд Стюарт Пул. Одним из основателей общества был также Уильям Флиндерс Петри.
Общество занималось раскопками в таких местах, как: Дейр-эль-Бахри, Амарна, Саккара, Каср-Ибрим и др.